# ميغيل بيرانو
ميغيل بيرانو (بالإسبانية: Miguel Peirano) هو لاعب كرة قدم أوروغواياني في مركز الدفاع، ولد في 30 يونيو 1960 في مونتيفيديو في الأوروغواي. شارك مع منتخب الأوروغواي لكرة القدم. أما مع النوادي، فقد لعب مع التانك سيلي وإل. دي. يو. كيتو وبنيارول ورامبلا جونيورز وريفر بليت وليفادياكوس ونادي إشبيلية.